# Henry Simon (peintre)
Henry Simon né à Saint-Hilaire-de-Riez (Vendée) le 28 décembre 1910 et mort dans la même ville le 27 février 1987 est un peintre, céramiste et décorateur français.
Le film Henry Simon, l'Homme et son Oeuvre a été réalisé après son décès, à l'aide de ses entretiens enregistrés avec Gaston Herbreteau et Jacques Baud. Il a été tourné dans son atelier localisé dans sa maison « Notre Dame du Marais » à Saint-Hilaire-de-Riez.

## Biographie
Henry Simon naît à Saint-Hilaire-de-Riez le 28 décembre 1910. Son père, instituteur, meurt deux ans plus tard. Il a deux frères : René, l’aîné, qui deviendra instituteur et André, le cadet, qui sera professeur d’anglais et traducteur. L’école sera le domaine de son enfance, sa mère étant institutrice, directrice de l’école publique de Saint-Hilaire-de-Riez. Tandis que celle-ci occupe ses loisirs à peindre, Henry Simon montre de réelles dispositions pour le dessin : la caricature de son instituteur lui assure le succès auprès de ses petits camarades. Il est encouragé dans cette voie à l'école primaire, puis au collège de Fontenay-le-Comte où son professeur l'initie au dessin classique. Issu d’un milieu laïque, il est conquis par un portrait de sainte Thérèse de l’Enfant-Jésus exposé dans une vitrine fontenaysienne et œuvre de son professeur de dessin M.Carriat. Ce dernier lui obtient l’autorisation de passer son temps de récréation dans la salle des plâtres où il croque les figures antiques. Il y rencontre Roger Allaud, aquarelliste.
Admis à l'École des beaux-arts de Nantes en 1928, il a comme professeurs Émile Simon, Alexis Lesage et Patay. Il expose pour la première fois en 1929 à Poitiers et effectue sa première exposition particulière dans cette même ville, en mai 1929. Il reçoit, en 1930, le prix Decré attribué annuellement à un jeune artiste pour son oeuvre Vocation représentant son frère André en officier de marine. 
En 1932, il entre à l'École des beaux-arts de Paris, dans la classe de Lucien Simon. Il obtient le prix Conté destiné à un élève de l'École. Dans la capitale, il fréquente de nombreux ateliers (Fougerat, Troncet et Cannictioni). Il participe à son premier salon d'automne. Il rédige un article et  donne une conférence sur Charles Milcendeau à l'intisgation de Paul Devigne qui lui consacrera des articles dans Le Phare de Loire-Atlantique et de Vendée. « Ma vision picturale est née de mon Pays ; pour le chanter, je n'ai qu'à regarder en moi. J'ai eu la chance d'être de la génération à laquelle Charles Milcendeau a ouvert la voie. ».
De retour en Vendée, en 1934, il se consacre à la peinture à la villa Krüger. Là, il rencontre Jean Launois et adhère au groupe de peintres de Saint-Jean-de-Monts. Ces peintres se réunissent très souvent soit chez le restaurateur Armand Lainé ou l'hôtelier Jean Guériteau (ce que les historiens locaux ont dénommé Le Groupe de Saint-Jean-de-Monts).
Il se convertit au catholicisme et se fait baptiser par le vicaire général Braud dans la chapelle du collège Saint Stanislas (Poitiers) en 1935.
En 1937, Henry Simon réalise avec Jean Launois une fresque de 36 m² pour le pavillon du Poitou à l’Exposition universelle de Paris. Cette période des années 30 est marquée par une inspiration typiquement locale où les sujets campagnards du marais de Monts sont repris dans la tradition de Charles Milcendeau qu'il vient de découvrir, mais avec une certaine liberté dans le dessin qui s'éloigne du classicisme typiquement français de Milcendeau sous l'influence de Launois, avec une certaine liberté dans le dessin qui s'éloigne du classicisme typiquement français de Milcendeau.
En 1939, il est mobilisé puis, en 1940, fait prisonnier à Dunkerque et transféré dans le Stalag I-B (en) de Prusse orientale.  Là bas, il se lie d'amitié avec Charles-Émile Pinson, prix de Rome de gravure. Il continue à dessiner selon ses possibilités. « J'ai été, à cette époque, bouleversé par la matière à traduire. Personne ne pouvait jouer la comédie. Cette nature nue était, pour les peintres, une expérience formidable, une immense leçon. », dit-il.
À son retour, il réalise un album, Compagnons de Silence, regroupant 20 aquarelles de captivité issues des dessins (environ 500) qu'il avait réalisés pendant sa captivité au Stalag I-B, en collaboration avec son frère André, auteur du texte. Ses moyens financiers d'alors ne lui permirent pas de l'éditer. Il sera publié à titre posthume en 1992, d'abord en format vidéo en seconde partie du film Henry Simon, l'Homme et son Œuvre réalisé par Michel Bonne, puis publié en 2005 et distribué dans le circuit des livres d'art. Lors de la création du musée interactif du camp de prisonniers Stalag I-B et de l'histoire d'Olsztynek qui a été inauguré en 2015, deux œuvres d'Henry Simon ont été retenues.
Ce n'est qu'en 1945 qu'il reprend le rythme de ses expositions d'avant la guerre. Durablement Henry s’oriente aussi vers de grands travaux de décoration d’édifices publics.
En 1950, il se marie avec Monique et, la même année, fait un voyage en Algérie, à Kouba. « Si je suis allé en Algérie, c’est précisément parce que je sentais le besoin de confirmer mes recherches de couleur. Je cherchais la joie. Je l’ai trouvée en Vendée à travers une mélancolie latente, ce voile léger qui tamise les violences du soleil, adoucit les expressions truculentes. Je l'ai retrouvée en Algérie, plus éclatante certes, mais discrète encore grâce aux nuances des blancs. ».  Monique et lui auront huit enfants.
De 1950 à 1960, Henry Simon réalise des travaux de décoration d'édifices publics : fresques du casino municipal des Sables-d'Olonne, peintures du casino La Pastourelle de Saint-Jean-de-Monts. C'est en 1954 qu'Henry fait construire une bourrine « Les Rimajures », un atelier-galerie qui abritera ses peintures et poteries. La bourrine, renovée est aujourd'hui est un lieu d'échanges nommé « Atelier Henry Simon - les Rimajures ». C'est un lieu culturel constitué d'un espace d'exposition permanent: l'atelier de l'artiste reconstitué accompagné de certaines oeuvres marquantes dont « Mon huitième », un lieu d'exposition temporaire, un centre de ressources consacré à l'art et un lieu de création qui accueillera un artiste différent chaque année,.
La décennie achevée, Henry se tourne vers des thèmes bien précis : l’eau, la jeunesse, les gens du marais vendéen et de la mer… qu’il installe dans le mouvement et la lumière, toujours de façon expressive et poétique. Sur le thème de l’eau, Henry Simon écrit : « J'ai pris conscience de l'importance de l’élément liquide au point de vue pictural. L’eau est un véhicule plastique qui se modifie à tout instant et permet mille visions différentes dans le minimum de temps. ». En 1959 importante exposition sur le thème de l'eau présentée à Nantes, Bordeaux et Paris. Il se rapproche de la peinture abstraite.
En 1960, Monique et Henry s’installent dans la maison familiale à Saint-Hilaire-de-Riez qu’ils nomment « Notre-Dame-des-Marais ». Dans les années 1965-1968, ils y installeront leur second four pour les céramiques. Dans cette maison familiale, Henry a fait construire son atelier d’artiste qui l'accompagnera toute sa vie. Depuis 1960, l'artiste travaille sur des thèmes variés : scènes régionales, marins, jeunesse, cirque, danse, jeux, musique, thèmes aquatiques, déjeuners sur l’herbe, croyance, portraits qu'il traite au fusain, au pastel, à l’aquarelle, à la gouache ou à l'huile.
En 1968, il expose au Salon des peintres témoins de leur temps. Sa toile Mon huitième, tableau familial d'une composition sereine et très colorée, est très remarquée. L’année suivante Henry illustrera Le Petit Chose, d’Alphonse Daudet (Ed. P. Fanlac, 1969) à la demande des Œuvres des pupilles de l’enseignement public. Cette année verra aussi le début de son travail d'initiateur et d'organisateur de salons de peinture (triade 68).
Une première rétrospective de son œuvre est organisée en 1971 au musée municipal des Sables-d'Olonne.
Il est nommé chevalier de l'ordre des Arts et des Lettres en 1976. Pendant plusieurs années, il sera l'organisateur de ce salon avec François Villatte. Le prix Charles Milcendeau lui est décerné en 1978 et, cette même année, une deuxième rétrospective lui est consacrée au palais des Congrès de Saint-Jean-de-Monts.
De 1980 à 1982, à la demande du maire de Saint-Hilaire-de-Riez (Vendée), Henry réalise six grandes toiles qui parent les murs de l’église.
Henry Simon meurt le 27 février 1987 à Saint-Hilaire-de-Riez. Il laisse une œuvre féconde et authentique, souvent inondée de lumière et imprégnée de bonheur.

## Ses périodes artistiques
- 1928 - 1935 : Enfance, jeunesse
- 1935 - 1938 : Le groupe de Saint-Jean-de-Monts
- 1939 - 1949 : La guerre 39-45 et la captivité
- 1950 - 1960 : Les années 50
- 1960 - 1970 : Les années 60
- 1970 - 1987 : Les années 70 et 80

## L'Association les Amis d'Henry Simon
Après sa disparition une association loi 1901 a été créée par des amis du peintre. Elle perpétue la mémoire de l'artiste et assure la promotion de son œuvre. Elle poursuit le recensement des œuvres d'Henry Simon : dessin, peintures, céramiques, décorations.

## Notre Dame du Marais
Henry Simon et sa femme Monique ont ainsi nommé leur maison familiale à Saint-Hilaire-de-Riez. Ils y ont élevé leurs huit enfants et Henry Simon y a installé son atelier d'artiste. Cet atelier avait été reconstitué en 2005 et présenté au public lors de l'exposition à Saint-Jean-de-Monts.

## Atelier Henry Simon - les Rimajures
Un Atelier Henry Simon « les Rimajures » a ouvert en 2023 à Saint-Gilles-Croix-de-Vie,. Ce nouvel espace, conçu autour son ancien atelier de l'artiste, est un lieu d'échanges. Dans la bourrine, certaines de ses œuvres de l'artiste sont exposées de manière permanente à côté d'une reconstitution de son atelier à la façon d'un musée. L'Atelier les Rimajures est également constitué d'un espace d'exposition temporaire, un centre de ressources consacré à l'art et un lieu de création qui accueillera un artiste différent chaque année,.
Une exposition annuelle sera consacrée à Henry Simon chaque été. Pour sa première exposition, la ville a choisi de mettre en valeur cette bourrine et toutes les autres ayant inspiré le peintre avec « Les Rimajures, une « folie » d’artiste », du 8 mai au 5 novembre 2023. Pour la deuxième année, l'exposition présente du 21 juin au 3 novembre 2024 est consacrée au peintre et à ses modèles.

## Hommages
- Atelier Henry Simon - les Rimajures à Saint-Gilles-Croix-de-Vie.
- Écoles Henry Simon à Saint Hilaire de Riez.
- Salle et effigie[C'est-à-dire ?] de Henry Simon à Saint Hilaire de Riez.
- Foyer handicapés Henry Simon à Challans.
- Allée Henry Simon à Challans.
- Borne de mémoire sur Henry Simon à Saint-Gilles-Croix-de-Vie.
- Rues Henry Simon à Saint-Gilles-Croix-de-Vie, La Roche-sur-Yon[19], Fontenay-Le-Comte[20], Les Essarts[21], La Bruffière[22] et Saint-Jean-de-Monts[23].